# Forêt domaniale de la Croix-aux-Mines
La forêt domaniale de la Croix-aux-Mines est une forêt domaniale française située à l'est du département des Vosges en région Grand Est.

## Géographie

### Situation
La forêt s'étend sur le territoire de La Croix-aux-Mines couvrant une superficie totale d'environ 425 hectares. Cet ensemble forestier est principalement composé d'épicéas, d'hêtres, d'autres feuillus, ainsi que de sapins.

### Relief
Le massif boisé est situé au sein du massif des Vosges, un massif de moyennes montagnes, à une altitude comprise entre 659 à 1 105 mètres.

### Climat
La forêt présente un climat semi-continental, avec une influence océanique et des caractéristiques montagnardes. Les précipitations atteignent environ 1 600 mm par an.

### Hydrographie
La Morte et le ruisseau du Pré de Raves traversent la forêt sans être exploités depuis 1999. La Morte, un ruisseau glaciaire datant du Würm, présente des traces de cirques ou de niches de nivation. L'érosion glaciaire est également confirmée par les versants abrupts jusqu'à Ban-de-Laveline.

### Faune et flore
La forêt abrite une population de cerfs, sangliers et chevreuils. On y trouve également d'autres invertébrés caractéristiques tels que le renard, le blaireau, ainsi que d'autres mammifères tels que les martres, les hérissons et les écureuils. Les espèces protégées présentes sont le Grand Tétras, le lynx, la gélinotte et le pic noir. En ce qui concerne la composition forestière, la forêt est principalement constituée d'une hêtraie-sapinière sur sol peu acide (42%), suivie d'une hêtraie-sapinière sur sol assez riche (32%), d'une hêtraie d'altitude sur sol acide (20%) et d'une hêtraie-sapinière sur sol acide (5%). La flore comprend notamment le Lycopode à feuilles de genévrier (Lycopodium annotinum) et la Nivéole de printemps (Leucojum vernum).

## Histoire
Des fonderies datant du XVIe siècle et des charbonnières érigées le long des ruisseaux, également du XVIe siècle, ont été recensées,.
La forêt a été fortement impactée par la tempête du 26 décembre 1999, entraînant la destruction ou des dommages importants à de nombreux peuplements. Environ 11% de la superficie forestière a été détruite.

## Activités
La fréquentation du public est principalement marquée pendant la période estivale en raison de la proximité avec la route des Crêtes et le col du Bonhomme. Le long de la route forestière Jean-François Pelet, on trouve une infrastructure légère, ainsi qu'un circuit équestre qui se prolonge le long de la route forestière du Pré des Raves. De plus, une piste de ski de fond et un itinéraire balisé par le Club vosgien sont également disponibles.
L'activité économique dominante est l'exploitation forestière.